# Gorges de la Vis
De Gorges de la Vis is een kloof in het zuiden van Frankrijk, in de regio Occitanie, op de grens tussen de departementen Gard en Hérault. De kloof is een dertigtal kilometer lang en is gevormd door de rivier de Vis, die zich in het kalkplateau van de Causse du Larzac heeft ingegraven.
De Gorges de la Vis is met de auto enkel bereikbaar bij Navacelles, en stroomafwaarts tussen Madières en Ganges. Te voet leidt de GR 7 een tiental kilometers door de kloof van Navacelles naar Saint-Maurice-Navacelles.
Het grootste hoogteverschil tussen de bodem van de kloof en de top van het plateau is ongeveer 350 m, de kleinste breedte van de kloof is 1000 m.

## Bezienswaardigheden
- de Résurgence de la Vis bij de Moulins de la Foux, de spectaculaire resurgentie van de rivier de Vis na een ondergronds traject van een tiental kilometer;
- het Cirque de Navacelles, een komvormige verbreding van de canyon bij een oude meander van de Vis;

## Dorpen
- Alzon
- Vissec
- Blandas
- Saint-Maurice-Navacelles
- Gorniès
- Saint-Laurent-le-Minier
- Ganges

## Natuur
De Gorges de la Vis is net als de causses zeer rijk aan orchideeën en andere kalk- en warmteminnende planten. De steile wanden van de gorges geven nestmogelijkheden aan talrijke roofvogels, zoals de steenarend (Aquila chrysaetos), de vale gier (Gyps fulvus ) en de monniksgier (Aegypius monachus).
Vanwege deze grote natuurlijke rijkdom is het Natura 2000-natuurgebied Gorges de la Vis et de la Virenque, met een oppervlakte van 5590 ha, in 1998 voorgesteld als Habitatrichtlijngebied. In 2006 is daarnaast het grotere Natura 2000-natuurgebied Gorges de la Vis et Cirque de Navacelles geklasseerd als Zone de protection spéciale.